# BongaCams
BongaCams ist eine pornografische Website für Live-Auftritte vor der Webcam (Webkamera, PC-Kamera), die von Camgirls, Camboys, Transsexuellen und Pärchen ausgeführt werden und typischerweise Nacktheit und/oder verschiedene sexuelle Aktivitäten zeigen. Sie hat ihren Sitz in Zypern und ist eine der größten erotischen Cam-Websites in Europa in Konkurrenz zu US-amerikanischen Chaturbate. Zurzeit ist die Seite die am 72. meistaufgerufene Website, gemessen am Alexa-Internet-Rang. In der Schweiz liegt sie auf Platz 42.

## Inhalt
Auf der Website können die Zuschauer Webcam-Darsteller, die erotische Handlung ausführen und mit diesen durch einen Chatroom interagieren. Für eine bessere Übersicht sind die Shows nach einzelnen Vorlieben, Sprachen und Praktiken kategorisiert.
Die Zuschauer können kostenlos an öffentlichen Chaträumen teilnehmen, während die Performer in privaten Shows zusätzliches Geld verlangen. Auch in öffentlichen Räumen kann Geld gezahlt werden, damit der Darsteller zum Beispiel eine bestimmte Handlung ausführt, die der Darsteller durch entsprechende Darstellungen und Aufforderungen anzeigen kann. Wie auch bei anderen Camming-Seiten, wird allerdings nicht mit Echtgeld, sondern Tokens bezahlt, welche allerdings für Echtgeld erworben werden müssen. BongaCams war eine der ersten Top-Websites, die HTTPS-Sicherheit implementiert haben. Die Website wurde ebenfalls für Mobilgeräte optimiert.
Das BongaCash-Partnerprogramm und die Modellwebsite BongaModels sind ebenfalls Teil des BongaCams-Netzwerks.

## Geschichte
Die Website wurde am 25. Januar 2012 ins Leben gerufen. Im Jahr 2015 war BongaCams eine der 100 meistbesuchten Websites (gemessen am Alexa-Internet-Rang) und eine der am meisten besuchten Websites für erotische Webcamshows. Die Website erhielt ihre erste Auszeichnung im Jahr 2016 bei den Live Cam Awards 2016 in der Kategorie „Best Emerging Live Cam Site“. Im Dezember 2016 erwarb BongaCams die Seite RusCams.com. Im März 2017 wurde ebenfalls die Camming-Seite CamFuze.com erworben.
Im Januar 2017 berichtete die maltesische Zeitung The Malta Independent, dass BongaCams bei den Maltesern beliebter sei als die freie Online-Enzyklopädie Wikipedia.

## Nominierungen und Auszeichnungen
| Jahr | Preis              | Für                                        | Resultat  |
| ---- | ------------------ | ------------------------------------------ | --------- |
| 2016 | YNOT Award         | Best Live Cam Revenue Program (EU)         | Gewonnen  |
| 2016 | LALEXPO Award      | Best European Cam Site                     | Gewonnen  |
| 2016 | AW Award           | Best Affiliate Program                     | Gewonnen  |
| 2016 | Live Cam Award     | Best Emerging Live Cam Site                | Gewonnen  |
| 2017 | XBIZ-Award         | Live Cam Company of the Year — Europe      | Nominiert |
| 2017 | XBIZ-Award         | Adult Site of the Year — Live Cam (Europe) | Nominiert |
| 2017 | XBIZ Cam Awards    | Best Cam Site — Europe                     | Nominiert |
| 2017 | Adult Webcam Award | Best Credits or Tokens Cam Site            | Gewonnen  |
| 2017 | Adult Webcam Award | Best Russian Adult Webcams Site            | Gewonnen  |
| 2017 | Live Cam Award     | Best Live Cam WhiteLabel Program           | Gewonnen  |
| 2017 | Live Cam Award     | Best Live Cam Affiliate Program            | Gewonnen  |
| 2017 | AW Award           | Live Cam Affiliate Program of the Year     | Gewonnen  |
| 2017 | AW Award           | Freemium Cam Site of the Year              | Gewonnen  |
| 2017 | LALEXPO Award      | Best Tipping Cam Site                      | Gewonnen  |
| 2017 | YNOT Award         | Best Cam Platform (EU)                     | Gewonnen  |
| 2017 | YNOT Award         | Best White Label Provider                  | Nominiert |
| 2017 | YNOT Award         | Best Marketing Campaign                    | Nominiert |
| 2017 | YNOT Award         | Best Live Cam Revenue Program (EU)         | Nominiert |
| 2017 | YNOT Award         | Company of the Year                        | Gewonnen  |
| 2019 | Venus Award        | Best Cam Site                              | Gewonnen  |
| 2022 | Venus Award        | Best Cam Site of the Year                  | Gewonnen  |
| 2023 | Venus Award        | Best Cam Site of the Year                  | Gewonnen  |
| 2024 | XBIZ Award         | Cam Company of the Year                    | Gewonnen  |